# Fråga Anders och Måns
Fråga Anders och Måns var ett TV-program med Anders Johansson och Måns Nilsson som sändes på SVT2 under hösten 2006. Med totalt 8 avsnitt hade showen premiär 19 oktober 2006 och avslutades 7 december. Duon hade tidigare samarbetat i radioprogrammet Så funkar det och TV-programmet Anders och Måns. Likt Så funkar det är programmet baserat på att besvara tittarfrågor. I varje program finns det även gästskådespelare och cameos från svenska kändisar.

## Produktion
Ända sedan duon började med sitt första TV-program Anders och Måns ville deras publik ha ett program likt deras radioprogram Så funkar det, där de besvarade tittarfrågor, men duon var först inte intresserade av det.  Efter att ha tagit en paus från TV ett år för att fokusera på krogshowen Anders och Måns på krogen återvände de till TV med just detta koncept. Duon fick in totalt omkring 12 000 frågor till programmet. 

## Avsnitt
Programmet visades i totalt 8 avsnitt på torsdagar under hösten 2006.
| Avsnitt | Längd | Sändningsdatum   |
| --- | ----- | ---------------- |
| 1 |       | 19 oktober 2006  |
| Frågor: "Vilken åldersgrupp luktar godast?" "Hur långt är det till horisonten?" "Kan man ta patent på sin frisyr?" Gäster: Bill Hansson · Per Sundström · Lena Hjalmarsson · Nina Gyllensköld · Björn Ranelid · Helga Wretman · Peter Hedman · Maria Blomquist · Kerstin Farieta · Barnen på Fölets förskola i Malmö                             |       |                  |
| 2 |       | 26 oktober 2006  |
| Frågor: "Kan man få in radio i sina amalgamfyllningar?" "Varför finns det inga gröna däggdjur?" "Varför är sporttidningar rosa?" "Hur lär man sina barn att flyga?" Gäster: Mats Bengtsson · Anders Hedenström · Ulfur Arnason · Hans Evers · Hans Nordahl · Ilona Miglavs · Helga Wretman                                                       |       |                  |
| 3 |       | 2 november 2006  |
| Frågor: "Varför har östeuropéer platt bakhuvud?" "Har fiskar näsa? Vem är sämst i Sverige?" "Vad ser man om man simmar i filmjölk?" Gäster: Mats Bengtsson · Ilona Miglavs · Dick Harrison · Henri Sieradzki · Per Stenborg · Agneta Troilius · Barnen på Fölets förskola i Malmö · Gianni Löfqvist                                              |       |                  |
| 4 |       | 9 november 2006  |
| Frågor: "Varför har man två av allt utanpå kroppen?" "Hur länge kan man leva på banan?" "Måste blinda plocka upp efter sina hundar?" "Hur lanserar man ett nytt vägmärke?" "Hur kan kor gå ute när mocka inte får bli blött?" Gäster: Mats Bengtsson · Kjell Olsson · Jan Mattsson · Anders Hedenström · Ulfur Arnason · Bill Hansson            |       |                  |
| 5 |       | 16 november 2006 |
| Frågor: "När uppfinns tidsmaskinen?" "Vad är mest sannolikt, Evolutionsteorin eller att vi är skapade av Gud?" Gäster: Mats Bengtsson · Agneta Troilius · Per Karsten · Maria Birnbaum · Anders Wettergren · Mawena Kulego |       |                  |
| 6 |       | 23 november 2006 |
| Frågor: "Vad smakar vatten?" "Finns det rök utan eld?" "Varför luktar fisken nors som den gör?" Gäster: Mats Bengtsson · Lasse Kronér · Christer Ström · Helen Lundberg · Mikael Mölstad · Bill Hansson · Tina Larsson · Johnny Rosin · Ilona Miglavs · Jörgen Johnsson · Björn Berggren · Henri Sieradzki                                       |       |                  |
| 7 |       | 30 november 2006 |
| Frågor: "Hur hittar ett SMS till rätt mobiltelefon?" "Hur överlever man på 12 kronor om dagen?" "Vilka är bäst, tjejer eller killar?" Gäster: Mats Bengtsson · Jörgen Lantto · Ingvar Krancher · Agneta Kjellman · Jörgen Oldbring · Jarl Karlsson · Ankara Nygårds · Curt Jonsson · Bill Hansson · Mats Egfors · Gudrun Schyman · Tomas Nordahl |       |                  |
| 8 |       | 7 december 2006  |
| Frågor: "Varför sitter strömbrytaren på utsidan av toaletten?" "Varför samlar män på så konstiga saker?" "Vad kostar knark nuförtiden?" Gäster: Mats Bengtsson · Kjell Olsson · Anders Rehnström · Anders Wihl |       |                  |